# Alicia Fernández Fraga
Alicia Fernández Fraga (* 21. Dezember 1992 in Valdoviño, Spanien) ist eine spanische Handballspielerin, die dem Kader der spanischen Nationalmannschaft angehört.

## Karriere

### Im Verein
Fernández spielte bis zu ihrem 14. Lebensjahr beim spanischen Verein Balonmano Narón. Ihre nächste Station war Astroc Sagunto, für den sie im Alter von 17 Jahren erstmals in der höchsten spanischen Spielklasse eingesetzt wurde. Im Jahr 2012 schloss sich die Rückraumspielerin dem spanischen Erstligisten BM Porriño an. In der Saison 2014/15 stand Fernández Fraga beim Ligakonkurrenten BM Aula Valladolid unter Vertrag. Fernández wechselte zur Saison 2015/16 zum Ligakonkurrenten BM Bera Bera. Mit Bera Bera gewann sie im Jahr 2016 sowohl die spanische Meisterschaft als auch den spanischen Pokal.
Im Sommer 2017 schloss sie sich dem rumänischen Erstligisten SCM Râmnicu Vâlcea an. Mit Râmnicu Vâlcea feierte sie im Jahr 2019 den Gewinn der rumänischen Meisterschaft. Zur Saison 2021/22 wechselte sie zum Ligakonkurrenten Rapid Bukarest. Mit Rapid gewann sie 2022 die rumänische Meisterschaft.
Im Sommer 2025 wird sie nach Polen zu KGHM MKS Zagłębie Lubin wechseln, bei dem sie einen Zweijahresvertrag erhält.

### In der Nationalmannschaft
Fernández bestritt 38 Länderspiele für die spanische Jugendauswahl, in denen sie 74 Tore warf. Mit dieser Mannschaft belegte sie den 8. Platz bei der U-17-Europameisterschaft 2009 sowie den 8. Platz bei der U-18-Weltmeisterschaft 2010. Anschließend lief Fernández Fraga 36-mal für die spanische Juniorinnenauswahl auf, für die sie 120-mal ins gegnerische Tor traf. Mit dieser Auswahlmannschaft belegte sie bei der U-19-Europameisterschaft 2011 den 8. Platz sowie bei der U-20-Weltmeisterschaft 2012 den 15. Platz.
Alicia Fernández läuft für die spanische A-Nationalmannschaft auf. Mit dieser Auswahl gewann sie die Goldmedaille bei den Mittelmeerspielen 2018. Im Finale gegen Montenegro war sie mit acht Treffern die torgefährlichste spanische Spielerin. Im selben Jahr schloss sie mit Spanien die Europameisterschaft auf dem 12. Platz ab. Bei der Weltmeisterschaft 2019 gewann sie mit Spanien die Silbermedaille. Bei der 29:30-Finalniederlage gegen die Niederlande warf sie fünf Tore. Bei der im darauffolgenden Jahr ausgetragenen Europameisterschaft schied sie nach der Hauptrunde aus. Mit der spanischen Auswahl nahm sie an den Olympischen Spielen in Tokio teil, an der Europameisterschaft 2022 und der Weltmeisterschaft 2023. Sie stand auch für das olympische Handballturnier 2024 im spanischen Aufgebot.